# Jean-Luc Bideau

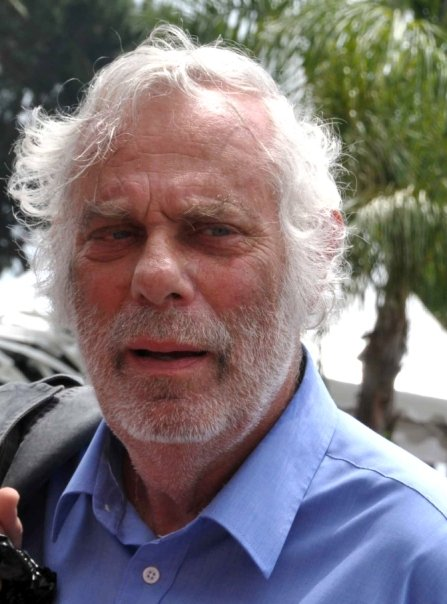
Bideau, 2009

Jean-Luc Bideau (* 1. Oktober 1940 in Genf) ist ein Schweizer Schauspieler.

## Leben
Jean-Luc Bideau absolvierte ein Schauspielstudium in Paris und trat bald auf den bekanntesten Theaterbühnen der französischen Hauptstadt auf. Ab 1965 drehte er auch Kinofilme. Bideau, der meist nachdenkliche, versponnene oder skurrile Persönlichkeiten verkörperte, arbeitete in dieser Zeit vor allem mit den Schweizer Regisseuren Alain Tanner, Claude Goretta und Michel Soutter zusammen. In späteren Karriereverlauf war Bideau überwiegend in Frankreich tätig, meist nicht im Mainstreamkino und hauptsächlich in größeren Nebenrollen.

## Filmografie (Auswahl)
- 1970: James ou pas
- 1971: Der Salamander (Le salamandre)
- 1971: Hochzeit im Grünen (Le jour des noces)
- 1972: Der unsichtbare Aufstand (Etat de siège)
- 1972: Die Landvermesser (Les arpenteurs)
- 1973: Das Mädchen mit dem Cello (La fille au violoncelle)
- 1973: Die Einladung (L’invitation)
- 1973: Evarella
- 1973: Les Vilaines Manières
- 1973: Privat-Vorstellung (Projection privée)
- 1973: Reise in die große Tartarei (Voyage en Grande Tartarie)
- 1974: L’Eolienne
- 1975: Ein wildes Wochenende (La traque)
- 1976: Jonas, der im Jahr 2000 25 Jahre alt sein wird (Jonas qui aura 25 ans à l’an 2000)
- 1976: Nuit D’Or – Die Nacht aus Gold (Nuit d’or)
- 1977: Die Barrikade von Point du Jour (La barricade du Point du Jour)
- 1978: Verdammt noch mal! … wo bleibt die Zärtlichkeit? (Et la tendresse? …Bordel!)
- 1979: Ashanti
- 1985: Eines Freundes guter Traum
- 1985: In der Bärengrube (Dans la fosse aux ours)
- 1986: Inspektor Lavardin oder Die Gerechtigkeit (Inspecteur Lavardin)
- 1987: Die Superohren (Les oreilles entre les dents)
- 1989: Der Mann, der sich verdächtig machte (Le suspect)
- 1990: Niklaus & Sammy
- 1994: D’Artagnans Tochter (La fille de d'Artagnan)
- 1996: Marion
- 1997: Der stumme Berg (La montagna muette)
- 1998: Die rote Violine (The Red Violin)
- 1998: Verrückt nach Liebe (Petites)
- 2000: Azzurro (Azzurro)
- 2000: Stand by
- 2003: Die Bestechlichen 3 – Rückkehr eines Gauners (Ripoux 3)
- 2004: Die Liebe ist kein Würfelspiel (Parlez-moi d’amour)
- 2004: Die Rache der Colomba (Colomba)
- 2006: Mon frère se marie
- 2007: Seine Majestät das Schwein (Sa Majesté minor)
- 2008: Das Geheimnis von Murk
- 2009: Taxiphone
- 2010: Un mari de trop
- 2012–2015: Dein Wille geschehe (Ainsi soient-ils, Fernsehserie)
- 2017: Wie die Mutter, so die Tochter (Telle mère, telle fille)
- 2020: Tony Rodriguez. Aller en prison, c’est son rêve von John Sehil